# 横浜市立南高等学校・附属中学校
横浜市立南高等学校・附属中学校（よこはましりつ みなみこうとうがっこう・ふぞくちゅうがっこう）は、神奈川県横浜市港南区東永谷に所在し、中高一貫教育を提供する公立高等学校・中学校。

## 概要
地域住民や関係者からは「南高」（なんこう）・「南高附属中」（なんこうふぞくちゅう）と呼ばれる中高一貫教育校で、高等学校は1954年（昭和29年）、附属中学校は2012年（平成24年）に開校した。
1954年（昭和29年）4月、横浜市立港高等学校全日制普通科が設置された。従来、港高校は定時制のみの学校であり、横浜市立横浜商業高等学校（Y校）普通科を移管し設置された。翌月に現行名に改称される。
このような背景から1960年（昭和35年）までは独自の校舎を有していなかった。南高PTA会員と南区民が「南高校建設後援会」を発足させ、建設資金の準備、土地購入の活動などを展開して現在地への移転が実現した。建設費用の約6割はこうした市民活動によって賄われたもので、また、校地造成には米軍の協力があった。なお、この建設後援会を母体として、現在の後援会が立ち上げられた。
1991年（平成3年）から使用されている6階建ての校舎は、384名収容の南高ホール、食堂、生徒が自由に利用可能なエレベーター、プラネタリウム、合宿可能なセミナーハウス等、横浜市立高等学校の中では随一の充実した設備を有する。
2015年(平成27年）度からは文部科学賞公認のSGH(スーパーグローバルハイスクール)に、2021年（令和3年）度からはその後継となるSGHネットワークに指定された。後者は附属中学校も対象となった。

## 中高一貫教育校化への動き
横浜市教育委員会は2009年(平成21年)4月に、2012年度（平成24年）より中高一貫校化する方針を発表した。当初は中等教育学校（完全中高一貫校）とする予定だったが、同窓会 や地域住民による陳情の結果、附属中学校を併設する形に計画が変更された。その結果、「横浜市立南高等学校」という名称・組織は存置されることとなった。
2011年(平成23年)4月、附属中学校の適性検査日などが発表された。附属中1期の入試倍率は10倍であった。
附属中学校の開校を受け、高等学校は2012年度より「進学指導重点校」に指定されたほか、2013年度からは再び学年制に変更された。
2024年（令和6年）3月、中高一貫教育校への移行に一区切りをついたことを理由に、横浜市教育委員会は「南高等学校及び南高等学校附属中学校における中高一貫教育に関する検証報告書」を発表した。これを踏まえ、2024年（令和6年）8月には「南高等学校・南高等学校附属中学校中高一貫教育推進プラン」を策定した。2026年（令和8年）度より高校からの入学者募集を停止し、中高一貫教育の強化が行われる予定である。
これに伴う学校名の変更は行われない ものの、運営事実上は横浜市教育委員会が当初設置を目指した完全中高一貫校となることとなる。高校からの入学者募集を停止し完全中高一貫校となった後に学校名の変更を行わない先例として、東京都立の併設型中高一貫教育校の5校（富士・大泉・両国・白鷗・武蔵）が挙げられる。

## 沿革

### 開校前
- 1949年（昭和24年）-　戦後の学制改革により横浜市立横浜商業高等学校（Y校）に普通科が設置され、1950年（昭和25年）からは小学区（一区一校）制のもと、南区（現在の港南区も含む）を中心とする地域の進学先として指定された。しかし商業科と同居する同校では施設が手狭であったため、新たな普通科高校の設置が望まれるようになった[1]。

### 開校後
- 1954年(昭和29年)
  - 4月1日 -Y校普通科を移管する形で、 横浜市立吉田中学校（現・横浜市立横浜吉田中学校）内に横浜市立港高等学校（全日制）として創立。小学区（一区一校）制であった。
  - 5月1日 - 南区（当時）住民の要望により[7]、将来的な独立を見据え横浜市立南高等学校と改称。この日を開校記念日とする。
- 1955年(昭和30年) - 横浜市立港高等学校（定時制）（現・横浜市立みなと総合高等学校の敷地）の校舎へ全学年移転。
- 1959年(昭和34年) - 現在地に校舎が設置され、先に2年生・3年生が移転する。（1年生の校舎は山下分校と呼称。）
- 1960年(昭和35年) - 現在地に1年生が移転し、山下分校を廃止。
- 1963年(昭和38年)- 中学区制施行。緑ヶ丘、金沢、立野の各校と共に横浜南部学区に属す。
- 1981年(昭和56年) - 学区改編され、新たな横浜南部学区に属す。
- 1989年(平成元年） - 校舎新築工事起工。
- 1991年(平成3年) 3月25日 - 新校舎が完成する。
- 2003年(平成15年)- 創立50周年。単位制導入、学区が横浜市全域に変更される。
- 2007年(平成19年)- 横浜市教育委員会から「授業力向上研究校」に指定される[8]。
- 2011年(平成23年) 
  - 4月1日 - 附属中学校開校準備室設立。
  - 10月1日 - 附属中学校開校記念日。

### 附属中学校設置後
- 2012年 (平成24年）- 附属中学校に1期生が入学。 これに伴い高等学校の募集が8学級から5学級となる。横浜市教育委員会から「進学指導重点校」に指定される（高等学校）。
- 2013年 (平成25年）- 学年制に移行（高等学校）。
- 2014年 (平成26年）- 附属中学校全学年が揃い、高等学校全学年が5学級となる。9月に創立60周年記念式典挙行。
- 2015年 (平成27年） - 高等学校の募集が5学級から1学級となる。附属中学校1期生が高等学校に入学する（62期生）。高等学校がスーパーグローバルハイスクール(SGH)に5年間指定される。
- 2017年（平成29年） - 中高ともに3学期制に変更される。
- 2020年（令和2年）- 横浜市教育委員会から「横浜版スーパーグローバルハイスクール（SGH）」に指定される。
- 2021年（令和3年）- 中高ともにスーパーグローバルハイスクール（ＳＧＨ）ネットワークに指定される[9]。
- 2024年（令和6年）- 創立70周年。9月に「南高等学校創立70周年・南高等学校附属中学校創立10周年記念式典」が開催された。
- 2026年（令和8年）- 高校からの入学者募集が停止され、高校1年生が4学級となる（予定）[5]。

## 教育方針

### 高等学校
- 自主自立の精神を培い、調和の取れた人間の育成を図る。 
  - 基礎学力の充実と主体的に学ぶ態度の育成。
  - 人権を尊重した、他人への思い遣りと豊かな心の育成。
  - 健康な身体とたくましく生きる力の育成。
  - 将来のリーダーとなる素養の育成
  - 心・新・進学校を掲げている。

### 附属中学校
- 学びへの飽くなき探求心を持つ人材の育成
- 自ら考え、自ら行動する力の育成
- 未来を切り拓く力の育成

## 入学試験
中高ともに横浜市全域が学区であるが、定員の30%までは横浜市外の受検者も入学することができる。

### 附属中学校
附属中学校の入学試験は「入学者決定」と呼称され、「適性検査」と「調査書」によって行われる。ほかの神奈川県・東京都の公立中高一貫教育校と同様に毎年2月3日に行われ、160名を選抜する。合格発表は毎年2月10日午前10時である。12期生（2023年（令和5年）入学生）以降、男女別定員が廃止された。
5期生（2016年（平成28年）度入学生）までは「適性検査Ⅰ」「適性検査Ⅱ」「適性検査Ⅲ」が行われた。6期生（2017年（平成29年）度入学生）からは「適性検査Ⅰ」「適性検査Ⅱ」のみの実施となり、8期生（2019年（平成31年）度入学生）からの「適性検査Ⅰ」は横浜市立横浜サイエンスフロンティア高等学校附属中学校と共通の問題になった。適性検査は各200点満点で採点され、2科目（5期生までは3科目）の合計をB値とする。
「調査書」は小学校第5学年・第6学年における9教科の評定について、 評定3は10点 、評定2は5点 、評定1は1点と点数化し、この合計をA値（180点満点）とする。小学校において英語が教科化されていなかった2020年（令和2年）度以前は8教科の評定を使用していた。また、4期生（2015年（平成27年）度入学生）までは調査書の加点制度があり、小学校第5学年・第6学年の主要4科目（国語・算数・理科・社会）、実技4科目（音楽・図画工作・体育・家庭科）それぞれの評定がオール3だった場合は10点ずつ加点されていたため、計200点満点となっていた。
A値とB値をもとにS値が算出され、これが第1次選考基準となる。
開校以来の入学者決定の基準（第1次選考）は次の表のとおりである。
| 入学期（年度） | 第1次選考の満点 | 第1次選考の満点 | 第1次選考の満点 | 第1次選考の満点 | 選考基準（S値）     | 合格人員                  | 備考                                         |
| 入学期（年度） | 調査書 (A値）   | 適性検査（B値） | 適性検査（B値） | 適性検査（B値） | 選考基準（S値）     | 合格人員                  | 備考                                         |
| 入学期（年度） | 調査書 (A値）   | Ⅰ               | Ⅱ               | Ⅲ               | 選考基準（S値）     | 合格人員                  | 備考                                         |
| -------------- | --------------- | --------------- | --------------- | --------------- | ------------------- | ------------------------- | -------------------------------------------- |
| 01期（2012）   | 200             | 200             | 200             | 200             | A*200/100+B*600/300 | 男子上位70名 女子上位70名 | 調査書は5・6年8教科の評定 （加点制度有り）   |
| 02期（2013）   | 200             | 200             | 200             | 200             | A*200/100+B*600/300 | 男子上位70名 女子上位70名 |                                              |
| 03期（2014）   | 200             | 200             | 200             | 200             | A*200/100+B*600/300 | 男子上位70名 女子上位70名 |                                              |
| 04期（2015）   | 200             | 200             | 200             | 200             | A*200/100+B*600/300 | 男子上位70名 女子上位70名 |                                              |
| 05期（2016）   | 160             | 200             | 200             | 200             | A*160/100+B*600/300 | 男子上位70名 女子上位70名 | 調査書の加点制度廃止                         |
| 06期（2017）   | 160             | 200             | 200             | なし            | A*160/100+B*400/300 | 男子上位70名 女子上位70名 | 適性検査Ⅲ廃止                                |
| 07期（2018）   | 160             | 200             | 200             | なし            | A*160/100+B*400/300 | 男子上位70名 女子上位70名 |                                              |
| 08期（2019）   | 160             | 200             | 200             | なし            | A*160/100+B*400/300 | 男子上位70名 女子上位70名 | 適性検査Ⅰ共通化                              |
| 09期（2020）   | 160             | 200             | 200             | なし            | A*160/100+B*400/300 | 男子上位70名 女子上位70名 |                                              |
| 10期（2021）   | 170             | 200             | 200             | なし            | A*170/100+B*400/300 | 男子上位70名 女子上位70名 | 調査書は5年8教科＋6年9教科の評定             |
| 11期（2022）   | 180             | 200             | 200             | なし            | A*180/100+B*400/300 | 男子上位70名 女子上位70名 | 調査書は5・6年9教科の評定 特例による検査実施 |
| 12期（2023）   | 180             | 200             | 200             | なし            | A*180/100+B*400/300 | 上位140名                 | 男女別定員廃止 特例による検査実施            |
| 13期（2024）   | 180             | 200             | 200             | なし            | A*180/100+B*400/300 | 上位140名                 |                                              |

第1次選考で合格となっていない受検者に対しては「資料が整わないものの選考」および「第2次選考」が行われる。
第2次選考では、適性検査の点数（B値）の高い順に定員を満たすまで（20名）合格とする。10期生（2021年（令和3年）度入学生）・11期生（2022年（令和4年）度入学生）のみ、第2次選考についても男女別定員（男女各10名）である。
神奈川県公立高等学校入学者選抜とは異なり、合格発表後に辞退者が出た場合、繰り上げ合格が発生する。繰り上げ合格者についても第2次選考と同様の方法で決定される。開校以来、競争率は4倍以上を維持している。
2022年（令和4年）・2023年（令和5年）度は、神奈川県公立中高一貫教育校5校合同で、新型コロナウイルス感染者・濃厚接触者を対象に「特例による検査」が実施された。実施日は両年とも2月23日（天皇誕生日）であった。南高等学校附属中学校においては2022年度は1名が合格し、2023年度の合格者はいなかった。2月3日の検査とは別枠で合格者を決定しており、2022年度は11期生として161名が入学している。2021年（令和3年）は「公立中学校への進学が確保されている」ことを理由に、特例による検査は実施されなかった。
試験の入試得点個人結果を希望者のみ開示する「簡易開示」が行われている。

### 高等学校
62期生（2015年（平成27年）度入学生）からは1クラス分の募集（38名）となっている。他神奈川県公立高等学校に準じた選抜方法となっている。
62期生以降の選考基準は次の表の通りである。表中の数字は入学者選抜においての配点の割合を示す。「主体態度」は「主体的に学習に取り組む態度」である。第1次選考および第2次選考の学力検査のうち英語の配点が1.5倍に重点化される。
| 入学期（年度）             | 第1次選考（定員の90％まで） | 第1次選考（定員の90％まで） | 第1次選考（定員の90％まで） | 第1次選考（定員の90％まで） | 第2次選考（定員を満たすまで） | 第2次選考（定員を満たすまで） | 第2次選考（定員を満たすまで） | 第2次選考（定員を満たすまで） |
| 入学期（年度）             | 中学校の調査書              | 学力検査                    | 面接                        | 特色検査                    | 主体態度                      | 学力検査                      | 面接                          | 特色検査                      |
| -------------------------- | --------------------------- | --------------------------- | --------------------------- | --------------------------- | ----------------------------- | ----------------------------- | ----------------------------- | ----------------------------- |
| 62期（2015）・63期（2016） | 3                           | 5                           | 2                           | 1                           |                               | 7                             | 3                             | 1                             |
| 64期（2017）～69期（2022） | 3                           | 5                           | 2                           |                             |                               | 7                             | 3                             |                               |
| 70期（2023）               | 3                           | 5                           | 2                           |                             |                               | 8                             | 2                             |                               |
| 71期（2024）・72期（2025） | 4                           | 6                           |                             |                             | 2                             | 8                             |                               |                               |

63期生（2016年（平成28年）度入学生）は1次募集で定員を満たさず2次募集が行われ、翌年度の64期生（2017年（平成29年）度入学生）から特色検査が廃止された。70期生（2023年（令和5年）度入学生）では第2次選考の配点が変更された が、翌年の71期生（2024年（令和6年）度入学生）からは神奈川県公立高等学校入学者選抜制度変更に伴い、再び選考の配点が変更された。これにより面接が廃止されたほか、第2次選考では「主体的に学習に取り組む態度」が加味されるようになった。
38名募集の場合、第1次選考は上位34名（38×0.9=34.2）までを合格とし、第2次選考では残りの4名（38-34=4）分の合格者を決定する。
附属中学校開校前、58期生（2011年（平成23年）度入学生）までは、8学級の募集が行われていた。現在の南高等学校の規模は5学級（附属中学校からの進学者を含む）と減員されているが、代わりに他の横浜市立高校（全日制普通科）の定員が3学級分増加しており、横浜市立高校（全日制普通科）全体の学級数は維持されている。
募集は72期生（2025年（令和7年）度入学生）を最後に停止される予定である。

## 学級編成
ここでは附属中学校の生徒が高等学校に進学するようになってからの学級編成について述べる。
62期生（2015年（平成27年）度入学生）から64期生（2017年（平成29年）度入学生）までは、附属中学校からの進学者（中入生）と他中学校からの入学者（高入生）を3年生で混合としていた。中入生は毎年クラス替えとなったが、高入生は2年生まで単独クラスでありクラス替えがなかった。63期生（2016年（平成28年）度入学生）は、3年生で文理混合の5学級となったが、62期生・64期生は、3年生で文理別のクラスとなった。附属中学校3年生で数学・英語・国語の先取り学習および単位認定を行っていたため、中入生と高入生のカリキュラムは別に組まれた。
65期生（2018年（平成30年）度入学生）と66期生（2019年（平成31年）度入学生）は中入生の先取り学習および単位認定をとりやめ、中入生と高入生のカリキュラムを同一とした。1年生の段階から高入生と中入生を混合したクラスとし、2年生で文理別のクラスとなった。全員クラス替えはこの1回のみとなった。文理別のクラス分けは2年生の選択科目によって行われた。なお人数の都合により、文理混合の学級も１つ作られた。
文理別のクラスはいずれの年も1組・2組が文系、4組・5組が理系、3組が文理混合クラスという構成であった。
67期生（2020年（令和2年）度入学生）からは1年生の段階から高入生と中入生を混合とし、2年生と3年生でも文理混合のクラスとなる。クラス替えは年度が替わるたびに行われる。
横浜市教育委員会の報告書では、先取り学習について「高校３年生で高入生が中入生と同じ学習進度となることを想定していたが、高校３年生で同じクラスで授業を受ける際、授業進度や難易度の調整が難しい状況が生まれた」、高入生を別クラスにしたことについて「生徒指導や学年経営等で学年が一体となって活動していくにあたり、困難な場面が生じた」ため、65期生からいずれもとりやめたと説明されている。
73期生（2026年（令和8年）度入学生）からは中入生のみで構成される予定である。

## 教育課程
高校入学者募集の停止に伴い、2026年（令和8年）度以降、中高ともにカリキュラムの変更が予定されている が、2024年（令和6年）現在、次のカリキュラムとなっている。

### 附属中学校
開校以来週33時間授業である。毎日英語・国語・数学の授業が設定されており、週5時間ずつとなっている。（一般の中学校は週29時間授業、英語・国語・数学は週3～4時間である。）
授業増に対応するため中学校は毎週火曜・木曜が7時間授業となる。月2回程度土曜日の午前に総合的な学習の時間（EGG）が設定され、各学年で週2コマは確保されている。
EGGは3年間を通したカリキュラムが組まれ、３年生では個々の興味に応じた内容で卒業論文を作成する。「豊かな心」「高い学力」の育成を目的とする。

### 高等学校
61期生（2014年（平成26年）度入学生）より週33時間授業に変更された。毎週火曜・水曜・木曜が7時間授業となる、

#### 1年生・2年生
英語・国語・数学が週5コマ以上設定されている。（附属中学校とは異なり時間割の都合で1日に2コマ以上設定されることもある。）
1年生は芸術Ⅰ（音楽Ⅰ・美術Ⅰ・書道Ⅰ）の選択、2年生では理科基礎科目（化学基礎・地学基礎）と文理別（地理歴史もしくは基礎を付さない理科）の選択があるが、そのほかは原則として全員共通で履修する。
英語・数学では2学級3展開もしくは1学級2展開の少人数授業が展開され、特に数学は習熟度別となっている。
その他、１、２年生では、不定期的に土曜日午前に総合的な学習の時間（TRY＆ACT）が設定される。

#### 3年生
現代文・体育・英語を除いて選択科目となる。選択した科目によって独自の時間割が組まれるため、学級単位の授業はなくなる。学級が関係する活動は各行事や学活等にとどまっている。

## 学校行事
「お祭り学校」と言われることもある、行事の多い学校である。
| 名称             | 名称           | 開催時期       | 備考 | 公開           |
| ---------------- | -------------- | -------------- | --- | -------------- |
| 学園祭（南高祭） | 体育祭の部     | 5月末          | | 保護者のみ公開 |
| 学園祭（南高祭） | 舞台の部       | 9月            | 「花の章」「風の章」「憧憬（あこがれ）の章」の全三章に分かれる。これらの名称の由来は校歌の歌詞によるものである。 「風の章」では高校2年生が製作した演劇が上演され、あらゆる作業が生徒の手だけによって行われる。 「憧憬の章」では著名人の出演があり、出演者の選定や打ち合わせ、当日の応接なども生徒が中心となり行われる。 | 非公開         |
| 学園祭（南高祭） | 展示の部       | 9月            | | 公開           |
| 合唱コンクール   | 合唱コンクール | 7月            | みなとみらいホールを1日貸し切って開催される。 | 保護者のみ公開 |
| 生徒総会         | 生徒総会       | 5月・3月       | | 非公開         |
| 球技大会         | 球技大会       | 7月・12月・3月 | 高等学校のみ。3年生は7月のみの参加となる | 非公開         |
| 百人一首大会     | 百人一首大会   | 2月～3月       | 附属中学校のみ。 | 非公開         |

| 学年 | 行事名                         | 宿泊   | 概要 |
| ---- | ------------------------------ | ------ | --- |
| 中1  | プロジェクトアドベンチャー足柄 | 日帰り | 毎年4月に行われる、親睦を深めるための行事である。 |
| 中2  | イングリッシュキャンプ         | 2泊3日 | 翌年の海外研修に向けた行事。御殿場市で行われる。 |
| 中3  | カナダ研修旅行                 | 4泊6日 | 現地の姉妹校（ポイントグレイ高校）への訪問や ホームステイ体験、バンクーバー市内観光などが行われる。 ※現在、感染症の理由などから京都へ変更されている。11期生（2024年（令和6年））は沖縄へ変更された。13期生（2026年（令和8年））以降再開予定である。 |
| 高1  | グローバルビレッジ             | 1泊2日 | 総合的な学習の時間（TRY＆ACT）の一環で異文化体験が行われる。 |
| 高2  | シンガポール海外研修           | 3泊5日 | 事実上の修学旅行となっている。 ※現在、感染症の理由などから北海道へ変更されている。 |

## 部活動
一部の部活動は中高合同で活動することもあるが、原則として別組織・別活動となっている。高等学校のみの部活動も多数存在し、高等学校入学後に選択し直すことができる。附属中学校の3年生は引退した後、そのまま高等学校の部活動に参加することもできる。

### 高等学校
男女を区別せずに数えれば、2022年（令和4年）現在、運動部と文化部がそれぞれ12ある。　活動は原則として平日4日と土日のどちらかとされている。
運動部
- 野球
- バレーボール（男・女）
- バスケットボール部（男・女）
- 剣道
- テニス（男・女）
- ダンス
- 水泳
- サッカー
- 野球
- 弓道
- ハンドボール
- 陸上競技
- ソフトテニス
- バドミントン

文化部
- 吹奏楽
- 軽音楽
- 演劇
- 茶道
- 書道
- 美術
- 料理
- コンピュータ
- 弦楽
- 放送
- かるた同好会
- 文芸同好会

### 附属中学校
2021年（令和3年）現在、運動部が9、文化部が7ある。 活動は月曜・水曜・金曜の放課後と土日のどちらかの半日、計週4日までとなっている。また朝練や兼部は禁止となっている。
運動部
- 野球
- バレーボール(男・女)
- 陸上競技
- サッカー
- ソフトテニス
- バドミントン
- バスケットボール(男・女)
- ハンドボール（男子）
- 硬式テニス（女子）

文化部
- 演劇
- 茶道
- 科学
- 弦楽
- 吹奏楽
- 美術
- 書道

## 生徒会活動
原則として、中高合同の行事に関しては高等学校の生徒会組織が企画立案の中心となっているが、その他の活動や委員会は中高別に活動している。

### 高等学校
毎年6月・11月に生徒会本部役員選挙が行われ、南高祭（9月）終了後または新年度に生徒会役員がそれぞれ半数交代する仕組みとなっている。
生徒会本部役員は1年後半～2年時までの約1年間活動する。その他、各委員会の委員長は2年生から選出される。

### 附属中学校
毎年11月に高等学校と合同で生徒会本部役員選挙が行われ、新2年生と新3年生から選出される。任期は翌年度の1年間であり、こちらは一年毎に総交代となる。各委員会の委員長は3年生から選出される。附属中学校3学年のみで独自のレクリエーション活動が展開されることもある。

## その他
- 現校舎新築時より土足制となり内履きが廃止された。但し体育館棟・テニスコートに入る時は、体育館履き・テニスシューズへの履き替えが必要となる。
- 女子のズボンが作られ、2008年度（平成20年度）よりジャンパースカートを廃止。
- 校歌の歌詞は一般公募し、投稿者名を伏せて選定。1959年（昭和34年）、第6回南高祭にて県警音楽隊の演奏にて発表された。作詞、初代校長 黒澤信吾。作曲、別宮貞雄。

## 交通
徒歩所要時間は距離を基に計算(80m/分)
| 最寄り駅   | 徒歩所要時間 |
| ---------- | ------------ |
| 上永谷駅   | 14分         |
| 上大岡駅   | 20分         |
| 港南中央駅 | 15分         |

| 乗車駅           | のりば | 系統  | 下車停留所   | 運行事業者 |
| ---------------- | ------ | ----- | ------------ | ---------- |
| 京急線上大岡駅   | 1      | 上1   | 「南高校前」 | ●京急      |
| 京急線上大岡駅   | 9      | 71    | 「南高校前」 | ●神奈中    |
| 横須賀線東戸塚駅 | 5      | 上202 | 「南高校前」 | ●神奈中    |

## 著名な出身者
- 松谷孝征（7期生） - 手塚プロダクション社長
- 石澤典夫（11期生） - 元NHKアナウンサー
- 押味至一（11期生） - 鹿島建設社長、ロングライフビル推進協会会長、日本建設業連合会副会長
- 高橋ゲタ夫（16期生） - ジャズ・フュージョンベーシスト、音楽プロデューサー
- 平野岳史（24期生） - フルキャストホールディングス創業者・取締役会長
- 岸根敏幸（26期生） - 福岡大学人文学部教授
- 真織由季（29期生） - 女優（宝塚歌劇団卒業生、元月・星組男役）※宝塚音楽学校進学のため2年修了時中退
- 荒井勝喜（30期生） - 元内閣総理大臣秘書官、元経済産業省商務情報政策局長
- カサハラテツロー（30期生） - 漫画家
- 苅部俊二（32期生） - 法政大学文学部助教授。元陸上選手。アトランタ、シドニーオリンピック出場
- 加藤昌則（35期生） - 作曲家、編曲家、ピアニスト
- 岡本隆吾（36期生） - 大宮アルディージャ・コーチ。元サッカー選手
- 南雲玲生（36期生） - ゲームクリエイター。作曲家。株式会社ユードー代表取締役
- 奈良輪雄太 - サッカー選手（筑波大-SAGAWA SHIGA FC-横浜F・マリノス-湘南ベルマーレ-東京ヴェルディ）
- 森谷賢太郎 - サッカー選手（筑波大-横浜F・マリノス-川崎フロンターレ-ジュビロ磐田-愛媛FC）
- 高井一郎 - フジテレビプロデューサー
- 山田麗（54期生） - ソプラノ歌手（山田姉妹）、女優